# Carex lycurus
Carex lycurus är en halvgräsart som beskrevs av Karl Moritz Schumann och Adolf Engler. Carex lycurus ingår i släktet starrar, och familjen halvgräs.

## Underarter
Arten delas in i följande underarter:
- C. l. lycurus
- C. l. scabrida